# A Girl of the Limberlost (film, 1924)
A Girl of the Limberlost est un film américain réalisé par James Leo Meehan, sorti en 1924.

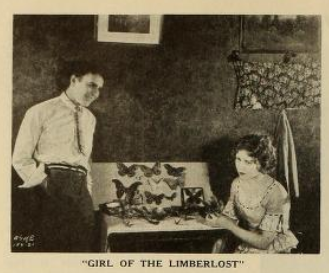
Photographie extraite du film.

C'est une adaptation d'un roman de Gene Stratton-Porter, qui fera l'objet de plusieurs adaptations au cinéma dont Cœurs meurtris en 1934 par Christy Cabanne.

## Synopsis
Son mari étant mort tragiquement dans les sables mouvants du Limberlost lors de la naissance de sa fille Elnora, Kate Comstock a de la rancune envers l'enfant. Plus tard, lorsqu'elle découvre qu'il lui avait été infidèle, elle renoue les liens avec la jeune fille. Au lycée, Philip Amon, fiancé à Edith Carr, tombe amoureux d'Elnora, qui le quitte en découvrant ses fiançailles. Mais lorsque Philip tombe malade, elle revient auprès de lui et l'aide à recouvrer la santé. Edith les laisse alors libres de se marier.

## Fiche technique
- Réalisation : James Leo Meehan
- Scénario : d'après le roman A Girl of the Limberlost de Gene Stratton-Porter[2].
- Producteur : Gene Stratton-Porter
- Production : Gene Stratton-Porter Productions
- Distributeur : Film Booking Office of America
- Genre: Mélodrame[1]
- Durée : 60 minutes
- Date de sortie : 28 avril 1924

## Distribution
- Gloria Grey : Elnora Comstock
- Emily Fitzroy : Kate Comstock
- Arthur Currier : Robert Comstock
- Raymond McKee : Phillip Ammon
- Gertrude Olmstead : Edith Cart
- Cullen Landis : Hart Henderson
- Alfred Allen : Wesley Sinton
- Virginia Boardman : Margaret Sinton
- Myrtle Vane : Elvira Carney
- Buck Black/Newton Hall : Billy
- Lisamae Grey : the Bird-Woman